# Héctor Rubén Aguer
Héctor Rubén Aguer (Buenos Aires, 24 de mayo de 1943) es un arzobispo católico argentino. Actualmente, se desempeña como arzobispo emérito de La Plata.

## Biografía

### Primeros años y formación
Aguier nació el 24 de mayo de 1943, en el barrio porteño de Mataderos. 
Realizó sus estudios superiores en Humanidades y Filosofía en el Seminario Metropolitano de Buenos Aires (1964-1968), lengua hebrea en el Departamento de Estudios Bíblicos del Instituto de Cultura Religiosa Superior (1965-1967) y Teología en la Facultad de Teología de la Pontificia Universidad Católica Argentina (1968-1972). 

## Sacerdocio
Ordenado presbítero para la Arquidiócesis de Buenos Aires el 25 de noviembre de 1972 por el cardenal Juan Carlos Aramburu. 
Ejerció el ministerio parroquial como vicario en Inmaculada Concepción del barrio de Belgrano (1972 - 1976) y en San Pedro González Telmo (1976 - 1977), y la docencia universitaria donde fue profesor de Teología Moral de la Facultad de Teología de la Universidad Católica Argentina (1979-1992) y de las Abadías Santa Escolástica y San Benito.
Realizó investigaciones sobre Doctrinas Medievales en el Instituto de Filosofía Práctica del Consejo Nacional de Investigaciones Científicas y Técnicas (CONICET) (1981-1984) y Memorias académicas sobre San Agustín (Enarrationes in Psalmos) y Santo Tomás de Aquino (De Veritate).
Dictó numerosos cursos y conferencias y fue un asiduo colaborador de artículos y memorias científicas publicadas en revistas de la Argentina y del exterior.[cita requerida]
En 1978, conservando la incardinación de su origen en la arquidiócesis de Buenos Aires, pasó a trabajar en la diócesis de San Miguel, que acababa de crearse, llamado por Horacio Alberto Bózzoli, primer obispo de dicha diócesis, donde fue director diocesano de Vocaciones, asesor de los Profesionales de Acción Católica y capellán de la Casa Madre de las Hermanas Pobres Bonaerenses de San José. En 1980 se le confió la organización del Seminario Diocesano, del cual el obispo lo nombró rector.
A partir de ese año se desempeñó también como Capellán del Colegio Don Jaime, de Bella Vista; fue miembro del Consejo Presbiterial y del Colegio de Consultores Diocesanos y el 18 de febrero de 1989 fue designado Prelado de Honor de Su Santidad.

## Episcopado
El 26 de febrero de 1992, Juan Pablo II lo designó obispo titular de Lamdia y obispo auxiliar de Buenos Aires. Recibió la ordenación episcopal en la Catedral de Buenos Aires el 4 de abril de 1992, por el entonces cardenal primado Antonio Quarracino.
Durante su ejercicio como obispo auxiliar de Buenos Aires (1992-1998), fue vicario zonal del barrio porteño de Belgrano, delegado del Arzobispado para el Área Doctrina, Liturgia y Espiritualidad y vicario Episcopal de Educación. 
El 26 de junio de 1998, Juan Pablo II lo designó obispo coadjutor de La Plata y desde el 12 de junio de 2000, se convirtió en el nuevo arzobispo de la arquidiócesis de La Plata, por sucesión, en reemplazo de Carlos Galán (6º arzobispo y 8º obispo de la diócesis platense), que por haber llegado al límite de edad y de acuerdo a las normas establecidas en el Código de Derecho Canónico, presentó su renuncia al frente de la misma.
En la Conferencia Episcopal Argentina, fue miembro de la Comisión de Fe y Cultura (1993-1999) y luego de las Comisiones de Catequesis y de Educación Católica. Fue delegado del Episcopado Argentino para los Bienes Culturales de la Iglesia (1992-1999). Más tarde fue miembro de la Región de Pastoral platense, miembro de la Comisión Permanente del Episcopado y de la Comisión Episcopal de Educación Católica. 
Gran Prior para la Argentina de la Orden del Santo Sepulcro de Jerusalén, Capellán Conventual de la Soberana Orden Militar de Malta y Gran Canciller de la Universidad Católica de La Plata.
En la Santa Sede fue consultor de la Pontificia Comisión para América Latina (CAL), miembro de la Pontificia Comisión para los Bienes Culturales de la Iglesia y del Consejo Internacional para la Catequesis; socio honorario de la Pontificia Academia de Santo Tomás de Aquino.
El sábado 24 de febrero de 2007, se dio a conocer que Benedicto XVI lo nombró nuevo miembro del Pontificio Consejo "Justicia y Paz" creado por Pablo VI, cuya meta es promover la paz en el mundo de acuerdo a las enseñanzas de las Sagradas Escrituras y de la Doctrina Social de la Iglesia al igual que la profundización de las enseñanzas de la Doctrina Social de la Iglesia. Dicho órgano es presidido por Su Eminencia Cardenal Renato Martino.
Monseñor Aguer, especialista en temas de filosofía, teología y catequesis, tuvo a su cargo en determinados momentos pronunciamientos duros sobre la situación moral de la sociedad argentina, como lo hizo en una oportunidad en la celebración del Solemne Tedeum por el 25 de Mayo, durante la gestión del expresidente Carlos Menem y las mantuvo con el gobierno de Néstor Kirchner y su Ministro de Salud (actual embajador en Chile) Ginés González García en materia de Salud Sexual y Reproductiva y su política en favor del aborto.  Actualmente tiene un espacio semanal en Radio Provincia.
Desde el 11 de noviembre de 2008, Mons. Aguer, ha sido nombrado en la 96° Asamblea Plenaria del Episcopado Argentino, Presidente de la Comisión Episcopal de Educación Católica, de la que él ya era miembro, en reemplazo del Arzobispo de Bahía Blanca, Mons. Guillermo José Garlatti.
El sábado 17 de enero de 2009, se dio a conocer la designación —junto a la de otros varios prelados— de monseñor Aguer, como miembro del Consejo Pontificio para la Cultura, un organismo perteneciente a la Curia Romana, cuyos orígenes (de acuerdo a AICA) fueron en los albores del Concilio Vaticano II, pero que fue creado en 1982 por Juan Pablo II. Con este nombramiento, monseñor Aguer pasa a formar parte de seis dicasterios de la Curia Romana.
En 2010 se mencionó al arzobispo Aguer como posible sucesor del cardenal Jorge Bergoglio en la presidencia de la Conferencia Episcopal Argentina (CEA) en 2011, aunque Sergio Rubín desestimó tal noticia por ser Aguer un personaje resistido dentro de la Conferencia. Finalmente, Aguer fue elegido presidente de la Comisión Episcopal de Educación Católica, en tanto que José María Arancedo fue designado presidente de la Conferencia Episcopal Argentina para el período 2011-2014.
Su vida fue compendiada en un libro titulado "El último cruzado. Monseñor Aguer. Intimidades e intrigas de la Iglesia argentina"  (Editorial Planeta ISBN 978-950-49-6289-2) escrito por los periodistas Pablo Morosi y Andres Lavaselli y publicado en 2018.

## Polémicas y opiniones
En junio de 2009, al inaugurar la 19° Exposición del Libro Católico, Aguer, como miembro de la Comisión de Educación de la Conferencia Episcopal Argentina, denunció que en la nueva asignatura «Construcción de Ciudadanía» se trataba de adoctrinar a los jóvenes y niños con versiones «criollas» de las ideas de Foucault y del neomarxismo de la Escuela de Frankfurt:

... se articula un proceso para hacer de los niños y adolescentes bonaerenses pequeños teóricos críticos para cambiar la sociedad. Probablemente resultarán analfabetos, víctimas de la abolición de las humanidades y de los objetos formales de las disciplinas científicas, pero tendrán que ser revolucionarios; para eso se los adoctrinará con versiones criollas de las ideas de Foucault y del neomarxismo de la Escuela de Frankfurt.
Héctor Aguer

El Ministro de Educación de la Provincia de Buenos Aires, Mario Oporto, respondió al arzobispo Aguer, defendiendo el proyecto de reforma educativa adjetivó a tales expresiones como «totalitarias» y «procesistas»:

Es una antigua noticia que proviene de un pensamiento antiguo. (...) Esta sociedad necesita de formación democrática porque todavía hay muchos pensamientos retrógrados, que prefieren teorías autoritarias. (...) La democracia se aprende, se enseña y se debe defender. Es muy peligroso confundir marxismo revolucionario, creo que es agitar fantasmas de viejos enemigos de viejos procesos.
Mario Oporto

Héctor Aguer también criticó el protocolo denominado Atención Integral de los Abortos no Punibles, presentado por el Ministerio de Salud de la Provincia de Buenos Aires el 17 de julio de 2012. «Médicos aborteros ha habido siempre, pocos felizmente, pero ahora son presionados por el Estado para que se conviertan en tales», dijo Aguer al tiempo que pidió que se confeccione «una lista de médicos dispuestos a practicar abortos». Aguer, quien también es miembro de la Academia Nacional de Ciencias Morales y Políticas, dijo que los médicos tendrían que protestar en forma personal y también de manera colegiada por lo que entendió es «una presión indebida del Estado que va contra la naturaleza de la medicina misma y por tanto contra los derechos y deberes de los médicos de servir a la vida». En su opinión, al confeccionarse lista de profesionales con objeciones de conciencia, existe el riesgo de que esa lista se convierta «fácilmente en una lista negra».
En ocasión de la presentación del anteproyecto de reforma del Código Civil de la República Argentina, Aguer en una columna de opinión hizo notar que:

El texto establece "la existencia de la persona humana comienza con la concepción en el cuerpo de la mujer o la implantación en ella del embrión formado mediante técnicas de reproducción humana asistida". Nótese la diferencia, injustificable desde el punto de vista científico, entre la persona concebida en el seno materno y aquella que inicia su trayecto vital en un laboratorio; ésta solo es reconocida como persona a partir de su implantación en el útero de una mujer. La discriminación es injusta, porque la circunstancia en que se ha originado esa vida humana es puramente accidental y no cambia la naturaleza del ser concebido, cuyo carácter personal es innegable. Al eludir la tutela jurídica que corresponde a un ser personal, se quiere dejar abierto el camino a la legalización del congelamiento y el eventual descarte de embriones; se abandona así a esos seres humanos inocentes e indefensos a la posible comisión de cualquier atentado contra su vida.
Héctor Aguer

## Publicaciones
- Sobre la educación católica en el momento actual. Buenos Aires, Ed. Serviam, 1998, 40 pág.

- Textos y contextos. Buenos Aires, Ed. Corcel, 1999, 256 pág.

- Espíritu y fuego. Lima, Vida y Espiritualidad, 2001, 253 pág.

- "Infirmitas Christi". La debilidad de Cristo en el comentario agustiniano de los Salmos. Teología XV (1978), 101-146.

- La interpretación agustiniana del Salterio. Estudios Teológicos y Filosóficos X (1979), 175-194.

- Del amor y la amistad. Teología XVII (1980), 28-42.

- La conservación de la fe: ortodoxia y martirio. En el volumen colectivo "La conservación del patrimonio material y espiritual de la Nación". Buenos Aires, OIKOS, 1982, pág. 279-292.

- Fundamentos sapienciales de la ecología. Sapientia XXXVIII (1983), 139-146.

- Oikos y téjne en la perspectiva clásica y cristiana. En "Tecnología alternativa y medio ambiente". Buenos Aires, OIKOS, 1983, pág. 137-148.

- La verdad del alma. Una lectura de la cuestión 10 "De Veritate". Teología XXI (1984), 101-115.

- Razón y pecado. Tres cuestiones sobre el conocimiento moral. Teología XXIII (1986), 37-54.

- "Sólo Dios se entraña en el espíritu". Uso tomista de un teologúmeno. Teología XXVII (1990), 19-31.

- La rispota del uomo di oggi al problema del dolore. En el volumen colectivo "Croce e nuova evangelizzazione". Roma, Edizioni CVS, 1994, pág. 41-52.

- Parresía de la fe, audacia de la razón. Revista Eclesiástica Platense CII (1999), 305-316.

- Los documentos del Concilio Plenario de América Latina. Análisis teológico, jurídico y pastoral. En "Los últimos cien años de la evangelización en América Latina". Ciudad del Vaticano, Libreria Editrice Vaticana, 2000, pág. 235-254.

- El fenómeno de la globalización. Orientaciones para un discernimiento pastoral. Revista Eclesiástica Platense CIV (2001), 331-336.

- El Santo Sacrificio de la Misa. Revista Eclesiástica Platense CIV (2001), 729-736.

- Lo sagrado y su ámbito. Revista Eclesiástica Platense CV (2002), 61-69.

- Cornelio Fabro: Curso de Metafísica. Buenos Aires, Ed. Fac. de Teología de la UCA y Librería del I.C.R.S., 1968

- Artículos publicados en "Revista Criterio", "Gladius", "La Prensa", "La Nación" y en otras revistas y periódicos.

- Colabora habitualmente en "El Día" de La Plata

| Predecesor: Carlos Walter Galán Barry | Arzobispo de la Arquidiócesis de La Plata 4 de abril de 1992 - 4 de junio de 2018 | Sucesor: Víctor Manuel Fernández |